# CA Pinto
A CA Pinto, teljes nevén Club Atlético de Pinto spanyol labdarúgóklubot 1963-ban alapították, 2010-11-ben a negyedosztályban szerepelt. A klub stadionja az Estadio Amelia del Castillo, amely 2 500 néző befogadására alkalmas.

## Az eddigi szezonok
| Szezon      | Osztály    | Poz. | Copa del Rey |
| ----------- | ---------- | ---- | ------------ |
| 1963-64-től | Regionális | —    |              |
| 1979-80-ig  | Regionális | —    |              |
| 1980/81     | 3ª         | 15.  |              |
| 1981/82     | 3ª         | 17.  |              |
| 1982/83     | 3ª         | 20.  |              |
| 1983-84-től | Regionális | —    |              |
| 1998-99-ig  | Regionális | —    |              |
| 1999/00     | 3ª         | 7.   |              |
| 2000/01     | 3ª         | 11.  |              |

| Szezon  | Osztály | Poz. | Copa del Rey |
| ------- | ------- | ---- | ------------ |
| 2001/02 | 3ª      | 6.   |              |
| 2002/03 | 3ª      | 11.  |              |
| 2003/04 | 3ª      | 3.   |              |
| 2004/05 | 3ª      | 5.   |              |
| 2005/06 | 3ª      | 5.   |              |
| 2006/07 | 3ª      | 8.   |              |
| 2007/08 | 3ª      | 8.   |              |
| 2008/09 | 3ª      | 15.  |              |
| 2009/10 | 3ª      | 14.  |              |
| 2010/11 | 3ª      |      |              |

## Ismertebb játékosok
- Javier Camuñas

## Ismertebb edzők
- Slaviša Jokanović

## Külső hivatkozások
- (spanyolul) Hivatalos weboldal